# 中村信行
中村信行（なかむら のぶゆき）は日本の財務・金融官僚。

## 来歴
駒場東邦高等学校、東京大学法学部第2類（公法コース）卒業。1984年に大蔵省入省（大臣官房秘書課）。1988年にスタンフォード大学でMBAを修得。1990年7月10日 諏訪税務署長。国税庁調査査察部長、大阪税関長、原子力損害賠償・廃炉等支援機構理事などを経て、2019年9月20日より国税不服審判所次長。退官後に名古屋商科大学教授（租税法）となる。

## 職歴
- 1984年4月：大蔵省入省（大臣官房秘書課）
- 1985年：大臣官房秘書課調査係長心得[2]
- 1988年7月：主税局調査課外国調査第一係長[3]
- 1990年7月10日：諏訪税務署長
- 1991年7月10日：国税庁長官官房人事課長補佐
- 1993年7月：主計局主計官補佐（農林水産第二係主査）[4]
- 1999年7月：主税局総務課長補佐（総括）[5]
- 2003年8月2日：金融庁総務企画局政策課企画官兼金融庁総務企画局政策課情報公開室長
- 2005年7月13日：金融庁監督局総務課信用機構対応室長
- 2006年7月28日：財務省主税局参事官（国際租税担当）
- 2007年7月13日：内閣府政策統括官（経済社会システム担当）付参事官（財政運営基本担当）
- 2010年7月9日：大臣官房付
- 2010年7月30日：金融庁総務企画局参事官（信用制度担当）兼金融庁総務企画局信用制度参事官兼金融庁総務企画局企画課信託法令準備室長兼金融庁総務企画局企画課決算システム強化推進調整官
- 2011年8月2日：金融庁総務企画局総務課長
- 2013年7月10日：福岡国税局長
- 2014年7月4日：国税庁調査査察部長
- 2016年6月17日：大阪税関長兼税関研修所大阪支所長
- 2017年9月19日：原子力損害賠償・廃炉等支援機構理事
- 2019年9月20日：国税不服審判所次長
- 2020年8月1日：大臣官房付
- 2020年8月18日：財務省大臣官房財政経済特別研究官[6]
- 2021年4月1日：名古屋商科大学大学院教授[6]